# Историја Српске православне цркве
Историја Српске православне цркве обухвата историју православног хришћанства међу Србима, односно историју Српске православне цркве, као помесне цркве у српским земљама. Историја православног хришћанства у српским земљама започиње покрштавањем Срба, које је спроведено у раздобљу од 7. до 10. века, а наставља се даљом изградњом и развојем српских црквених установа, које су од почетка 11. до почетка 13. века биле под окриљем Охридске архиепископије. Најзначајнија прекретница у историји Српске православне цркве догодила се 1219. године, када је православна црква у Србији постала аутокефална и од тада је била организована као помесна Српска архиепископија, на челу са сопственим архиепископом. Након проглашења Српског царства, уздигнута је 1346. године на степен Српске патријаршије, чији је трон након 1463. године остао упражњен током наредних пола века, након чега су се јавили и први покушаји обнове, која је коначно извршена 1557. године.
Током раздобља турске власти, обновљена Српска патријаршија је одиграла кључну улогу у борби за опстанак српског народа. Укинута је 1766. године, од стране цариградских фанариота. У међувремену, на српским просторима под влашћу Хабзбуршке монархије, створена је самоуправна Карловачка митрополија, која је 1848. године уздигнута на почасни степен Српске патријаршије у Сремским Карловцима. Православна црква у обновљеној Србији је 1831. године стекла самоуправу, као аутономна Београдска митрополија, која је 1879. године стекла и аутокефалност. Специфичан је био положај осталих српских црквених области и епархија, у Црној Гори, Босни, Херцеговини, Рашкој, Косову, Метохији и Повардарју. Све српске црквене области ујединиле су се 1920. године у јединствену Српску патријаршију, која је позната као Српска православна црква.

## Покрштавање Срба
Приликом досељавања на просторе Југоисточне Европе, током 6. и 7. века, многобожачка јужнословенска племена су се сусрела са остацима ранохришћанског наслеђа на просторима разорених позноримских (рановизантијских) провинција. Процес христијанизације Јужних Словена је текао постепено и одвијао се у неколико фаза. Покрштавање Срба је започело током 7. и 8. века, а највећим делом је довршено током 9. и 10. века. Успешним покрштавањем Срба, постављен је темељ за настанак и развој српског хришћанства, оличеног у виду Српске православне цркве.
Од доласка на Балканско полуострво Срби су били изложени јаком утицају хришћанства. Примање хришћанства је био изузетно дуготрајан процес, како потврђују и подаци о покрштавању српских племена из 7. века и из друге половине 9. века.
Изучавање овог питања са собом носи један велики проблем, а то је недостатак извора. Главни, а готово и једини извори који се баве овим питањем су: Спис о народима, Панегирик Василију Првом и тактика Цара Лава Шестог. Спис о Народима, дело Константина VII Порфирогенита, сматра се за изузетно значајно дело, извор за изучавање историје досељења Срба на Балканско полуострво. Порфирогенит пише како је Ираклије послао у Србију свештенике из Рима, што представља један од најранијих додира Срба и хришћанства. Поред ових извора, значајна су и три писма која сведоче и дају најосновније податке о Србима и њиховом покрштавању из овог периода. То су: Писмо папе Агатона цару Константину IV из 680. године, Писмо папе Јована X упућено далматинском епископу и Писмо папе Јована VIII српском кнезу Мутимиру из 873. године.
Доласком на Балканско полуострво, Срби су били многобошци. Веровали су у своје Богове, те се тек од 6. века може говорити и почецима христијанизације Срба и Словена, под утицајем Византије. Део Срба који је прелазио у хришћанство у том периоду већином су били они који су привремено прелазили у службу Византије, или су живели под влашћу цара Ромеја. Христијанизација је приметнија у 8. веку. О размерама христијанизације из тог периода говори и податак да је 766. године за васељенског патријарха у Цариграду изабран Словен Никита. Први податак који говори о томе да је неки старешина Срба примио хришћанство потиче из прве половине 9. века.
Према подацима које је оставио Порфирогенит, Цар Ираклије је населио Србе на територију коју је раније опустошио од Авара, а затим их је покрстио тако што је довео свештенике из Рима. Ово није оставило дубљи историјски траг, сумња се да је могуће да су неки Срби тада формално покрштени од стране римских свештеника, али да они нису трајно нити искрено примили хришћанство. То је био само први покушај покрштења Срба.
О масовном покрштењу се може говорити тек након покрштавања владарске породице. Како је већ речено, први податак да је неки старешина Срба примио хришћанство потиче из прве половине 9. века. До коначног покрштавања је дошло за време владавине Мутимира и његове браће, у другој половини 9. века. Тада се први пут међу Србима јављају хришћанска имена, и то синови кнеза Мутимира, Петар Гојниковић и Стефан.
Само покрштавање у Србији догодило се када је Мутимир са својом браћом одлучио да склопи споразум са Василијем Првим.Цар је од њих тражио да приме веру у Христа и послао латинске свештенике да обаве свечано покрштавање. Српски владари су позвали своје поданике да дођу на обалу реке и у њеној води буду коначно покрштени,а они који одбију овај позив, и остану верни својим старим боговима сматраће се непријатељима кнежевине.

## Српска архиепископија (1219—1346)
До формирања српске Пећке архиепископије Срби су били подељени у више црквених хијерархија: Сирмијумска митрополија, Салонска архиепископија, Јустинијана Прима, Аквилејски патријаршија и Охридској архиепископији која је имала три епископије (Рашку, Липљанску и Призренску) у којима су владике били Грци.
Стефан Немања је у 12. веку успео да уједини већину тадашњих српских територија. За овај период српске православне историје изузетно је значајна личност Светог Саве. Као најмлађи син Стефана Немање, на рођењу је добио име Растко. Још од малих ногу је показао изразиту жељу за знањем и љубав према хришћанству. Са свега 16 година, против жеље својих родитеља, Растко је отишао на Свету гору, где се и замонашио, поставши монах Сава. Пример свог најмлађег сина пратио је његов већ остарели отац Стефан Немања, убрзо се и он замонашио. добивши име Симеон. На Светој гори подигнут је српски манастир Хиландар, који је обновљен 1198. године. Ради измиривања своје браће, а и како би пренео тело свог оца у Студеницу, Свети Сава се 1208. године врача у Србију. Овај период боравка Светог Саве се сматра за најплодоноснији, из овог периода потичу све приче које се и дан данас о њему причају. Он је обилазио српске градове, учио народ о православљу, штитио писменост и побожност. До појаве Светог Саве србија је била под јурисдикцијом Охридске архиепископије. Свети Сава је одлучио да припреми свештенике, монахе и епископе и да потпуно осамостали Цркву у Србији.
1217. године, Сава поново напушта Србију и упућује се у манастир Хиландар. Он, одатле, уз пратњу, одлази у Никеју, где се налазио Византијски Цар Теодор Ласкарис и цариградски патријарх Манојло Сарантена.Свети Сава их моли за самосталност српске Цркве. Његова молба је прихваћена и Сава је у Никеји рукоположен (хиротонисан) за архиепископа - поглавара Цркве у Србији, и узео је титулу "архиепископ српских и приморских земаља" Тако је Србија, коначно издејствовала аутокефалност своје цркве. Сава се након овога враћа у Србију. Поред већ постојеће три епархије, Сава оснива још осам епископија ( Жичку, Зетску, Хвостанску, Хумску, Топличку, Моравичку, Будимљанску и Дабарску). Седиште сваке се налазио у манастиру, а Манастир Жича је проглашен за седиште Архиепископије. Наравно, овако велики подухват, није могао да прође без икаквих потешкоћа. Тако се овоме противила Охридска Архиепископија, са Димитријем Хомитијаном на челу, који је Светом Сави упутио протестно писмо. То писмо, међутим, није имало већег значаја за опстанак и развој српске архиепископије.
Наследници Светог Саве ће наставити рад на јачању црквене организације, а немалу улогу у томе су имали чланови владајуће династије Немањића који су подизали манастире—задужбине и богато их обдаривали земљиштем са људима и имунитетним правима. Сваки од немањићких краљева подигао је један или више манастира. Најважнији међу њима био је манастир Хиландар на Светој гори, основан од Стефана Немање, а обновљен и увећан од краља Милутина.
Црквено осамостаљивање је на идејном плану дошло до изражаја у култу Стефана Немање — Светог Симеона Мироточивог, који је проглашен за светитеља и слављен у биографијама које су написали његови синови Сава и Стефан. Доцније се култу Симеона Мироточивог придружио и култ Светог Саве, који је такође проглашен за светитеља.

## Српска патријаршија (1346—1463)
У развитку српске цркве нови период отпочиње стварањем Српског царства за време владавине краља, а потом цара Стефана Душана, али и Драгутина, Милутина и Стефана Дечанског. У оквиру припрема за царско крунисање, извршено је уздизање српске цркве на ранг патријаршије 1346. године, у присуству бугарског патријарха, охридског архиепископа, српских епископа и светогорског монаштва. Византија је била ослабљена, што је ишло у прилог Душану, који је за план имао идеју да његово српско-византијско замени ослабљену Византију. Он је себе сматрао царем Срба и Грка, а како би то виђење имало легитимитет, требало је Архиепископију уздигнути на степен Патријаршије. То се и догодило на празник Цвети 1346. године у Скопљу. На сабору је Архиепископија проглашена за Патријаршију, а први српски патријарх био је Јоаникије I. Он је носио титулу " Патријарх српских и поморских земаља". Седам дана касније, на Васкрс је патријарх крунисао Душана за цара, а његовог сина за краља. Зетска, Призренска, Скопљанска и Рашка епископија су уздигнуте на ниво митрополије. Првостепена је била Скопљанска, како је цар ту и крунисан. Охридска архиепископија је имала почасно место, одмах након српске патријаршије.
Пошто је Српска патријаршија након 1346. године проширила своју надлежност на освојене области (Македонија, Тесалија, Епир), цариградски патријарх Калист I (1350—1353) је одлучио да на то реагује изрицањем званичне осуде у виду изопштења српског владара, српског патријарха и осталих српских архијереја, због присвајања царског наслова и патријаршијског достојанства, односно због присвајања црквене надлежности над епархијама Цариградске патријаршије у недавно освојеним областима. Тиме је дошло до црквеног раскола. Помирење са цариградском патријаршијом покушао је да издејствује још цар Душан, међутим, изненадна смрт га је у томе прекинула. 1364. године патријарх Калист је био послат у Сер код монахиње Јелисавете како би радио на помирењу две патријаршије јер је опасност од Турака претила како Србији тако и Византији. Калист је на овој мисији умро, а сахрањен је од стране оних на које је бацио клетву. Постигнуто је делимично помирење са делом српске државе којом је владао Деспот Угљеша Мрњавчевић ( владао је у области Сера). Идеја коначног помирења потекла је од светогорских монаха који су заједно живели и заједно се подвизавали. Делегација монаха, са српским монахом старцем Исаијом и јеромонахом Никодимом Грчићем на челу, дошла је најпре у Србију код кнеза Лазара и патријарха Саве IV, а потом се 1375. год. упутила у Цариград. Преговори су успели, добијена је писмена одлука, којом се признаје каноничност Српске патријаршије и брише међусобни раскол. У Србију су упућена два представника Цариградске патријаршије, који су у Призрену, у манастиру Св. Арханђела са Сбима одслужили Свету литургију. Тако је скинута анатема (клетва) и Цркве су се помириле.
Са османским провалама настају тешка времена за Српску патријаршију. Услед турских освајања, са померањем државног тежишта ка северу, померају се и црквени центри. У 15. веку се спомињу Београдска и Смедеревска митрополија. Манастирски центри такође се померају на север. Манастири које су градили кнез Лазар и његови наследници налазе се сви у Поморављу и Подунављу. Из овог времена сачувано је мало историјске грађе на основу које би могли пратити подробније последице турских освајања на српску цркву. Уочљиво је само да су многи средњовековни српски манастири запустели или им се чак губи траг.
Опасност од Турака се повећавала, а након смрти цара Душана, није било моћне личности која је могла да води српску државу и очува велико царство које је Душан оставио. Један од првих великих и значајних српских пораза пред Турцима десио се 1371. године на Марици, где су погинула браћа Мрњавчевићи, Краљ Вукашин и Деспот Угљеша. Урош је умро крајем исте године. Највећи део српских земаља ујединио је кнез Лазар Хребељановић. На Видовдан 28/15. јуна 1389. год. на Косову пољу (Газиместан код Грачанице) одиграла се Косовска битка. Срби су, са кнезом Лазаром часно примили пораз. Међутим, постоје историјски докази о томе да Твртко Први Котроманић извештава у својим писмима другим царевима да је српска војска однела победу. Овом битком нису покорене све српске земље, али је Србија постала вазална у односу на Турску што се десило знатно после Косовске битке. Зато је Косовска битка велика прекретница како у српској тако и у православној историји. У ово време извори помињу двојицу српских патријарха, Спиридона и Јефрема. Кнеза Лазара наследио је његов син Стефан Лазаревић. Он је добио титулу деспота, а након битке код Ангоре 1402. године је србија престала да буде вазална. Манасија, Стефанова задужбина, постала је духовни центар Деспотовине. Један од последњих српских деспота пред коначан пад у турско ропство био је деспот Ђурађ Бранковић. Он је одбио је да прими унију са римокатолицима, који су дали обећања да ће војно помоћи у борби против Турака. Како су Манастири Пећ и Жича већ били под Турцима, центар патријаршије је пренесен у Смедерево, као последњу слободну територију.

## Правни статус српске православне цркве у средњем веку
Када је реч о правном положају српске цркве и њеном односу са државом у средњем веку, она је била status in statu, односно држава у држави. То значи да је црква имала сопствено законодавство, управу и судство. Владарима није било дозвољено да се мешају у догматска питања, избор и постављање епископа. Црквени суд над свештеним лицима (клирицима) је водио рачуна о болесницима, просјацима, сиромасима, удовицама и сирочади и аутоматски је њима само црквени суд могао да суди. Чак 13 чланова Душановог законика је везано за цркву; неки од чланова се односе на: обавезност црквеног брака, право епископа да кажњава вернике, борба против јереси итд. Црквени поседи се нису могли одузети јер су имала статус правне својине на земљи и то је гарантовао владар. Такође, црквена земља је имала и економски имунитет што је значило да су људи који су њу обрађивали били ослобођени од плаћања пореза и терета држави. Поред економског, српска црква у средњем веку је уживала и управни и судски имунитет. Значај српске православне цркве у средњем веку је огроман, јер је црква бринула о сиромашнима, посредовала у државним одлукама и била уско везана за владаре. Цркве и манастири су били ослобођени и војевања војске и плаћања соће. Црква је имала веома развијену каритативну делатност, она је давала помоћ сиромашнима и немоћним. Давала им је храну, одећу, обућу и заклон. Она је подстицала на давање милостиње и пружање помоћи. Црква је имала снажан утицај на државне послове изван црквене сфере. То је највидљивије у праву црквених великодостојника да учествују у раду државног сабора и да активно делују приликом доношења најважнијих политичких одлука. Високо свештенство је имало право интервенције у корист сиромашних и неправедно прогоњених.

## Борба за опстанак (1463—1557)
Целокупно подручје јурисдикције Српске патријаршије нашло се до 1496. године у границама Османског царства. Став турске власти према хришћанима имао је општи основ у Курану (зимије), али политику према појединим хришћанским црквама она је одређивала и мењала сходно развоју политичких прилика на своме државном подручју и у сфери својих интереса.
Српска црква дели судбину потлачене српске раје. Манастири као и раја имали су разне обавезе према турским феудалцима и султану. Основни облици државних намета били су војница, харач на земљу и приход, затим разни порези које су Турци затекли у освојеним земљама (порез на овце, испаше, бунареве), те ванредни порези попут ратног пореза.
Да би лакше управљали потчињеним хришћанским народима, султани остављају верску самоуправу хришћанским црквама, али истовремено намећу нове обавезе црквеној јерархији. Црквени поглавари постају и народне вође — етнарси. Основна функција етнарха састојала се у прикупљању пореза намењених султану и централним органима царевине.
У прво доба турске владавине положај потлачене раје није био сувише неподношљив, али временом насиље турских феудалаца над рајом и државе над црквом се повећава. Од свих обавеза раји је најтеже падало одузимање деце и њихово одвођење у јањичаре. То је народ назвао „данак у крви”.
Српска црква дели судбину свога народа и временом долази до дезорганизације унутар српске цркве. Тако српску јерархију све више замењују епископи грчке народности под јурисдикцијом Охридске архиепископије. До тридесетих година 16. века Охридска архиепископија успела је да прошири своју јурисдикцију над многим епархијама српске цркве.

## Обновљена Српска патријаршија (1557—1766)
У општем периоду дезорганизације за време турске владавине доћи ће и до кратког предаха, па чак и опоравка за време великог везира Мехмед-паше Соколовића (везир 1555—1579), који је био српског порекла. У таквим околностима Макарије, брат Мехмед-пашин, добио је берат којим га је султан поставио за првог патријарха обновљене Пећке патријаршије (1557—1571; умро 1574). Обновљена српска црква под турском влашћу добила је иста права и повластице које је турски султан дао Цариградској патријаршији.

## Време постојања покрајинских цркава (1766—1920)
До уједињења постојало је седам потпуно самосталних или од страних цркава зависних српских црквених области:
- Карловачка митрополија (са седам епархија) — обухватала православне Србе у Угарској, Хрватској и Славонији, има свој почетак после Велике сеобе 1690. године. Назив Карловачка митрополија постоји после 1713. кад је седиште пренето у Сремске Карловце. Историја Карловачке митрополије представља борбу Срба да очувају православље и да опстану као народ у великој аустријској држави. У томе се посебно истакао митрополит Павле Ненадовић (1749—1768), а затим митрополит Стефан Стратимировић (1790—1836). Срби у Аустроугарској монархији надживели су и као народ и као Црква то царство.
- Црногорска митрополија (са 3 епархије) која је обухватала Краљевину Црну Гору. Турци нису никада потпуно овладали српским племенима у црногорским брдима. Код Царева Лаза 1712. су Турци поражени и од тада почиње ослањање Црне Горе на Русију и њену помоћ, како у економском тако и у политичком погледу. Црногорска држава је проширена после ратова 1876. и 1878. Створена је још једна епархија у Црној Гори — Захумско-рашка, а после Балканског рата обновљена је 1913. године Пећка епархија. Црна Гора је, као и Србија, на Берлинском конгресу 1878. добила независност.
- Православни Срби у Далмацији — Српска црква у Далмацији и Боки которској (са две епархије). После Карловачког мира 1699. године и Пожаревачког мира 1718. Далмација је, уместо под турску, дошла под власт Млетачке републике. Интересантно је да су далматински Срби 1750. године не марећи за забране Млечана, изабрали себи епископа. Након Наполеонових француских освајања, Далмација је потпала под њихову управу. Тек 1810. године Срби су добили свог првог епископа. Године 1828. далматинска црква је дошла под јурисдикцију Карловачке митрополије. Године 1867. дошло је до нове поделе између Аустрије и Угарске (Мађарске). Далмација је, према тој подели, са својим епархијама Далматинско-истријском и Бококоторском 1874. потпала под јурисдикцију румунско-русинске Буковине и такво стање је остало све до слома Аустроугарске 1918. и уједињења Српске цркве.
- Црква у Босни и Херцеговини (са четири епархије) — ова црква је после укидања Пећке патријаршије потпала под Цариградску патријаршију до окупације 1878. године. Епископи су такође били фанариоти, Грци. Положај православних у Босни и Херцеговини био је изузетно тежак те иако су у епархијама били Срби она је и даље била под врховном влашћу Цариграда.
- Београдска архиепископија (са пет епархија) се отргла од фанариота — Грка 1830. године када је Србија постала самоуправна кнежевина, а потпуну независност од Цариградске патријаршије је добила 1879. године после проглашења потпуне независности од Турака.
- Септембара 1831. године Цариградски патријарх Константин I дао Српској цркви аутономију. Кнез и народ сами су бирали митрополите и епископе, а београдски епископ добио наслов архиепископа београдског и чин митрополита целе Србије.
- Стара Србија и Македонија (са шест епархија) — област је такође била под влашћу Цариградске патријаршије. Област источне Србије (Ниш, Пирот и Врање) ушла је у састав Србије 1878. године. Самим тим су и цркве у том крају дошле под окриље Српске митрополије. Међутим, Јужна Србија и Повардарје су још увек чекали националну, српску јерархију. Године 1912. и 1913, односно 1919, грчки и бугарски епископи су напустили своје епархије Српска православна црква у Старој Србији и Македонији дошла је у састав Београдске архиепископије.
- Српска црква у Америци која се почела стварати 1894. године када је тамо подигнут први српски храм и која је признавала као своју врховну цркву власт америчког руског архиепископа у Њујорку. Године 1923. основана је посебна српска епархија у Чикагу и потчињена је јурисдикцији српског патријарха у Београду а од 1926. има свога епископа.

## Од уједињења покрајинских цркава (1920) до данас

### Уједињење и васпостављање Српске патријаршије
Први светски рат се завршио 1918. године. На рушевинама Аустроугарске и европског дела Османске Турске поникле су нове проширене државе. Створена је први пут у историји Словена Краљевина Срба, Хрвата и Словенаца.
Стекли су се сви услови да некадашња Пећка патријаршија, укинута далеке 1766. године буде обновљена. Нова државна власт на челу са краљем Петром I дала је сагласност и Српска црква се обратила Цариградској патријаршији као мајци цркви и упознала је са новим околностима, Цариградска патријаршија је то одобрила, издала је одговарајући Томос. Одржан је потом Архијерејски сабор у Сремским Карловцима, на коме је донета одлука да се Српска црква уздигне на степен патријаршије.
Пред Други светски рат, у Краљевини Југославији је било близу осам милиона православаца, преко 4.000 храмова (укључујући капеле и филијалне цркве), близу две и по хиљаде свештеника, око 250 манастира са око 500 монаха и 450 монахиња (рачунајући и искушенице и послушнице).
По завршетку Другог светског рата Српској цркви није исплаћена ратна штета. Комунисти су Цркву одвојили од државе, одузели јој око 70.000 хектара земље и 1.180 зграда, које су вределе осам милијарди динара. У периоду Другог светског рата, Српска црква и њен патријарх Гаврило (1937—1950) претрпели су највеће губитке и страдања у целој својој историји. Деловањем УДБАе, дошло је до тзв. америчког раскола 1963. године, где је Митрополија новограчаничка, издвојена из СПЦ и проглашена Слободном српском православном црквом. Овај раскол је, деловањем патријарха Павла превазиђен 1992. године. 1969. године од Српске патријаршије, се на сличан начин, одвојила самозвана Црква Македоније. Она није призната нити од једне од помесних православних цркава. Пошто покушај превазилажења раскола 2002. године Нишким споразумом није успео, Српска патријаршија је дала аутономију Архиепископији охридској исте године и она је данас саставни део СПЦ.
Распад Југославије и рат на подручју Босне и Херцеговине (1992—1995) и у српским крајинама донео је много зла како народу тако и Цркви. Већина епархија у западним српским земљама добрим делом су у рату опустеле, народ је расељен, а цркве и манастири разорени.

### Спор Карађорђевића и Петровића
Након ослобођења Пећи (1912) и прикључења Црној Гори, краљ Никола је створио Пећку епархију, потчинивши је црногорском митрополиту на Цетињу. Такво понижавање некадашњег српског патријаршијског средишта било је у потпуној супротности са ранијим изјавама самог краља Николе о неопходности обнављања Српске патријаршије у Пећи. Иако је тада имао прилику да оствари овај узвишени циљ, стари црногорски владар је ту прилику својом кривицом пропустио. Тек када је због такве своје политике изгубио и круну и државу, покушао је у емиграцији да се врати на своје првобитне замисли, иступајући против начина на који је 1920. године спроведено српско црквено уједињење. Спор је постојао око тога ко је главни наследник историјског права на трон свесрпског патријарха. Краљ Никола је у емиграцији негодовао што Београд Карловачку митрополију уздиже на ниво свесрпске патријаршије, отимајући то право Пећи којем то историјски припада. Иако су Николина стремљења била политичка, као и србијанских власти, историја није испоштована и центар обновљене српске цркве више није у Пећкој патријаршији, него у Београду. Међутим, зачетник такве политике био је управо Краљ Никола, који 1912. године није испоштовао историјско првенство Пећи, дајући предност Цетињу.

### Стање данас
Српска православна црква је самостална и аутокефална Црква која има достојанство патријаршије. Седиште Српске цркве је у Београду у патријаршијском двору. Поглавар Српске цркве има следећу титулу: „Архиепископ пећки, митрополит београдско-карловачки и патријарх српски…”
Има укупно 39 епархија и и Охридску архиепископију коју чине: 1 митрополија и 6 епархија. Сам патријарх је епархијски архијереј у Архиепископији београдско-карловачкој. Четири су митрополије: Загребачко-љубљанска, Црногорско-приморска, Дабробосанска и Аустралијско-новозеландска. Има 35 епархија: Жичка, Шумадијска, Шабачка, Ваљевска, Будимска, Нишка, Зворничко-тузланска, Сремска, Бањалучка, Темишварска, Канадска, Источноамеричка, Банатска, Бачка, Британско-скандинавска, Рашко-призренска, Захумско-херцеговачка, Бихаћко-петровачка, Осечкопољска и барањска, Средњоевропска, Западноевропска, Тимочка, Врањска, Западноамеричка, Славонска, Браничевска, Милешевска, Далматинска и Крушевачка. Титуларни епископи постоје за следеће епархије: Хвостанска, Будимљанска и Јегарска. Српска црква данас има преко 3.500 парохија, 204 манастира, око 1.900 свештеника, око 230 монаха, 1.000 монахиња.
Од црквено-просветних установа има шест богословија. У богословијама се тренутно школује преко 1.000 ученика а на богословским факултетима и Академији студира преко 1.000 студената.
Поред ових установа Српска црква је основала 1993. године у Београду и Академију за уметности и конзервацију са неколико одсека (иконопис, фрескопис, конзервација).
Од 2021, на трону Српске православне цркве налази се Његова светост архиепископ пећки, митрополит београдско-карловачки и патријарх српски Порфирије.

## Извори и литература